# Ealing kerület
Ealing kerület Külső-London egyik kerülete Nyugat-Londonban.

## Fekvése
Ealing kerületet London következő részei határolják: Hillingdon nyugatról, Harrow és Brent északról, Hammersmith and Fulham északról és Hounslow délről.

## Története
A kerületet 1965-ben hozták létre Ealing Városi Körzet, Southall Városi Körzet és Acton Városi Körzet összevonásával.
Brentford mellett itt játszódik Robert Rankin az egyik jelenleg hatkötetes humoros regénye.

## Népessége
A kerület népessége a korábbiakban az alábbi módon alakult:
| Lakosok száma | 340 700 | 343 100 | 341 982 | 369 937 |
|               | 2012    | 2015    | 2018    | 2022    |

## Körzetei
- Acton
- Domer's Wells
- Ealing
- East Acton
- Greenford
- Hanwell
- Little Ealing
- North Acton
- Northolt
- Norwood Green
- Perivate
- South Acton
- Southall

A kerület a következő választókerületekre van osztva:
- Ealing, Acton and Shepherd's Bush
- Ealing North
- Ealing Southall

National Rail és London Underground megállók a kerületen belül
- Acton Central vasútállomás
- Acton Main Line vasútállomás
- Acton Town metróállomás
- Boston Manor metróállomás
- Castle Bar Pank vasútállomás
- Chiswick Park metróállomás
- Drayton Green vasútállomás
- Ealing Broadway állomás
- Ealing Common metróállomás
- Greenford állomás
- Hanger Lane metróállomás
- Hanwell vasútállomás
- North Acton metróállomás
- North Ealing metróállomás
- Northfields metróállomás
- Northolt Park vasútállomás
- Park Royal metróállomás
- Perivale metróállomás
- South Acton vasútállomás
- South Acton metróállomás Már nem üzemel
- South Ealing metróállomás
- South Greenford vasútállomás
- Southall vasútállomás
- Sudbury Hill metróállomás
- Sudbury Town metróállomás
- West Acton metróállomás
- West Ealing vasútállomás